# Edmund Hillary

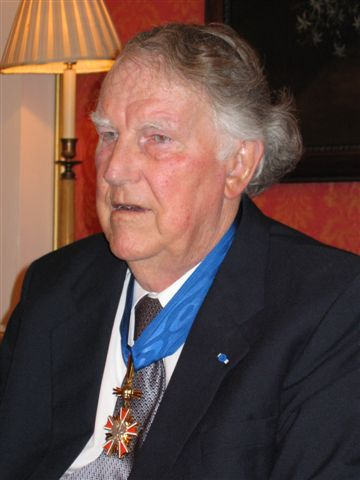
Edmund Hillary in Warschau (17. Juni 2004)

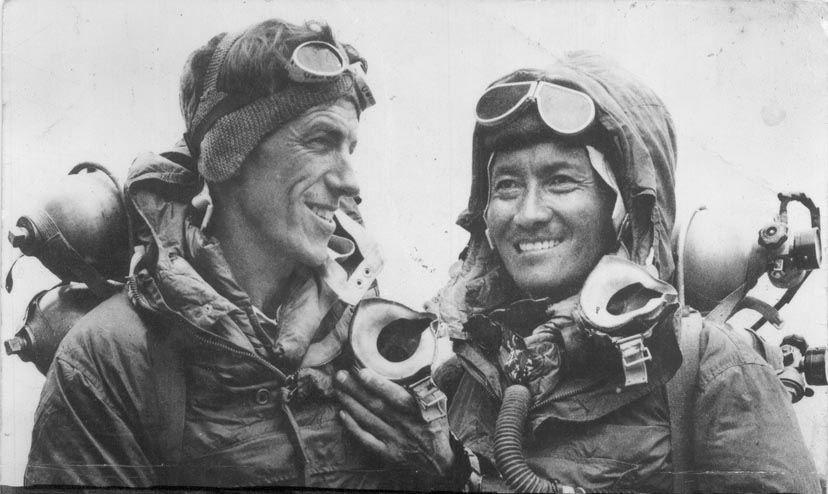
Edmund Hillary und Tenzing Norgay (rechts; 1953)

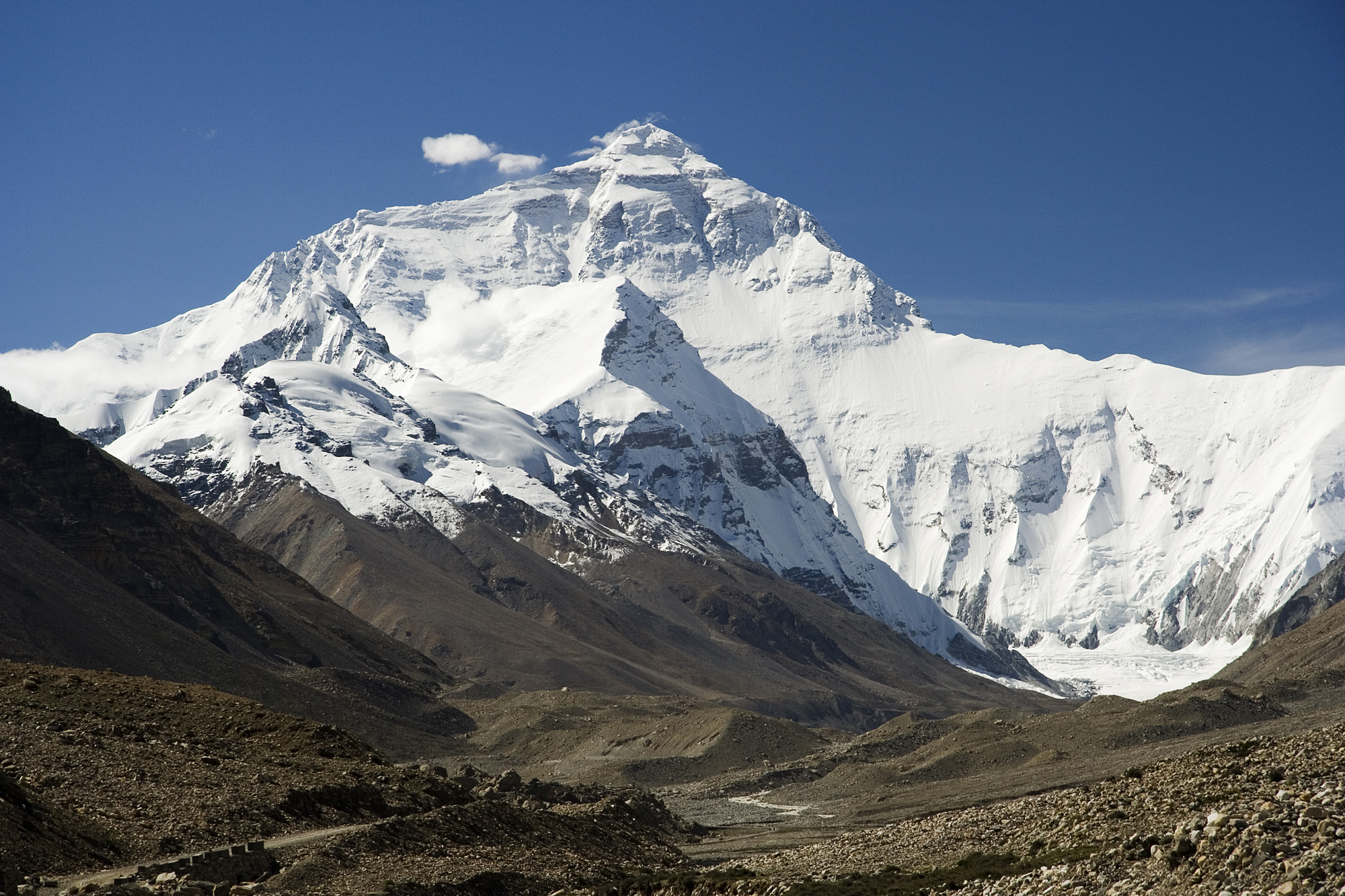
Am 29. Mai 1953 gelang Edmund Hillary zusammen mit Tenzing Norgay die Erstbesteigung des Mount Everest

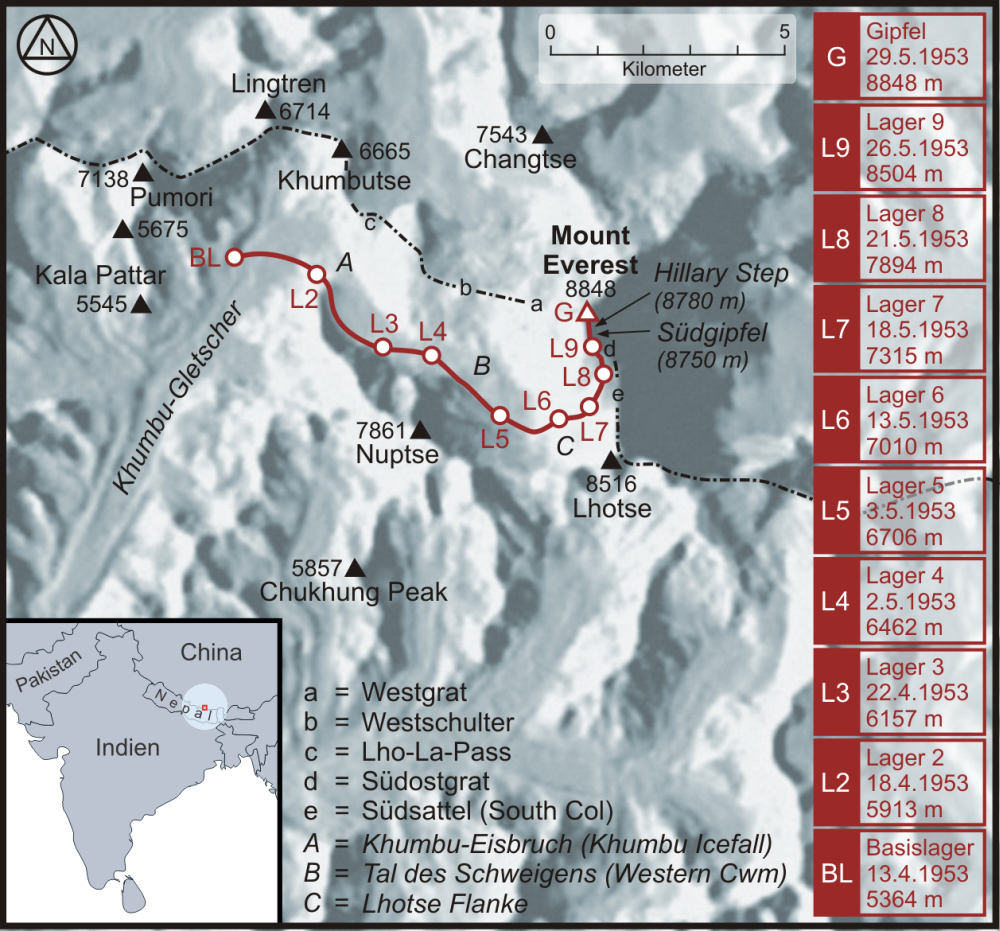
Route der Everest-Besteigung im April/Mai 1953

Sir Edmund Percival Hillary, KG, KBE (* 20. Juli 1919 in Auckland; † 11. Januar 2008 ebenda) war ein neuseeländischer Bergsteiger. Zusammen mit dem nepalesischen Bergsteiger Tenzing Norgay, einem Sherpa, gelang ihm am 29. Mai 1953 die Erstbesteigung des Mount Everest, des höchsten Berges der Erde.

## Leben
Hillary wurde als zweites von drei Kindern der Eltern Gertrude (geb. Clark) und Percival Augustus geboren. Er ging in Auckland zur Schule, ab zwölf Jahren in die berühmte Auckland Grammar School. Als Kind lernte er das Bergsteigen in den Neuseeländischen Alpen. Seine erste Bergbesteigung war 1933 die des Vulkans Ruapehu in Neuseeland. Er besuchte zwei Jahre lang die Universität von Auckland, bevor er, wie sein Vater, Imker wurde. Im Zweiten Weltkrieg war er von 1944 bis 1945 Navigator bei der Royal New Zealand Air Force. 1948 bestieg er mit Harry Ayres den Aoraki/Mount Cook erstmals über den Südgrat.
Hillary war 1951 Mitglied einer Expedition von vier neuseeländischen Bergsteigern in den indischen Teil des Himalaya. Im Folgejahr schloss er sich einer von Eric Shipton geleiteten britischen Expedition an, die in Nepal eine neue Route am Mount Everest erkundete. Am 29. Mai 1953 gelang ihm zusammen mit Tenzing Norgay (1914–1986) die nachgewiesene Erstbesteigung des 8848 Meter hohen Mount Everest als Mitglied einer von John Hunt geleiteten britischen Expedition. Auf dem letzten Stück des Gipfelgrates überwand er als Seilerster eine hinderliche und gefährliche Steilstufe im Grat, die seither seinen Namen trägt, den Hillary Step: Er ging das Risiko ein, sich rückwärts gegen den Felsen in der Spalte mit der ostseitigen Wechte hochzuspreizen, die sich schlimmstenfalls hätte lösen und ihn 3.000 Meter auf die tibetische Seite hinunter auf den Kangshung-Gletscher reißen können. Das Ereignis wurde mit dem Dokumentarfilm Die Bezwingung des Everest protokolliert.
Die genaue Zeit betrug 11:30 Uhr. Auf dem Gipfel angekommen umarmten sich beide, Hillary machte ein Foto von Norgay, vergaß aber, ein Foto von sich machen zu lassen, oder Norgay wusste nicht, wie man einen Fotoapparat benutzt. Tenzing legte außerdem Süßigkeiten als Opfer für die Götter an der Bergspitze nieder. Beide hielten auf dem Gipfel Ausschau nach Spuren einer eventuellen früheren Ersteigung durch die 29 Jahre zuvor, am 10. Juni 1924, in Gipfelnähe verschollene Seilschaft von George Mallory und Andrew Irvine, fanden jedoch keinerlei Spuren. Den Mythos einer früheren, tödlich ausgegangenen Erstbesteigung kommentierte Edmund Hillary so, dass es nicht darauf ankomme, als Erster oben zu sein, sondern auch lebendig wieder herunterzukommen.
Die Nachricht von der erfolgreichen Everest-Ersteigung durch die britische Expedition erreichte am Vorabend der Krönung von Elisabeth II. London; schon beim Rückmarsch erhielt Hillary aus London den ersten Brief, adressiert an „Sir Edmund Hillary, KBE“ (Knight Commander des Order of the British Empire), der gleichzeitig seine Erhebung in den Ritterstand des Vereinigten Königreichs bedeutete. Über die Verkündung seines Erfolges durch die britische BBC sagte Hillary schmunzelnd: „Als ich das hörte, dachte ich: Wir haben es wirklich geschafft. Wenn die BBC es meldet, muss es ja wohl stimmen.“
Auf derselben Rückreise brach bereits in der nepalesischen Öffentlichkeit ein Streit aus, wer von der Zweierseilschaft denn nun zuerst oben war; die Nepalesen forcierten den Primat ihres Landsmannes Tenzing Norgay, den man zu einer Unterschrift unter eine entsprechende Erklärung hatte bewegen können. Tenzing und Hillary aber sagten immer aus, sie seien gemeinsam auf den Gipfel gegangen. Beide hatten ein Schweigegelübde  geschlossen. Sie blieben lebenslang befreundet.
Bei weiteren Expeditionen in den 1950er- und 1960er-Jahren bestieg er zahlreiche weitere Himalaya-Gipfel. Als Teil der Commonwealth Trans-Antarctic Expedition erreichte er am 4. Januar 1958 den Südpol kurz vor Vivian Fuchs und führte damit nach Roald Amundsen und Robert Falcon Scott die dritte Expedition auf dem Landweg zum Pol.
Hillary war Mitglied des New Zealand Alpine Club und von 1965 bis 1967 dessen Präsident.
Bergsteigerische Geschehnisse speziell am Mount Everest wurden von Hillary in den Medien publikumswirksam kommentiert. Er geißelte den Anfang der 1990er-Jahre sich entwickelnden Besteigungskommerz am Everest, der 1996 und wieder 2006 vor allem hoch am Berg in der Todeszone zu Serien von Todesfällen führte, weil ungeeignete Leute mit zu hohem Ehrgeiz als Kunden von kommerziellen Everest-Expeditionsveranstaltern an den Berg gebracht wurden. Zuletzt äußerte er sich im Mai 2006 negativ über einen Neuseeländer, der auf zwei Kunststoffprothesen laufend den Everest erstieg und beim Aufstieg in der Todeszone einen fast erfrorenen Engländer liegenließ, der kurz darauf starb. Hillary bezeichnete das Fortsetzen des Anstiegs und die unterbliebene Hilfe öffentlich als Auswuchs extremen Ehrgeizes und beklagte den Verlust der bergsteigerischen Tugend der Kameradschaft im ausufernden Kommerz, Egoismus und Überehrgeiz. Hillary gilt in Neuseeland als Nationallegende und hatte in sportlichen Fragen eine hohe Reputation.
Zusammen mit seiner Frau Louise Mary Rose hatte Hillary drei Kinder: Peter, Sarah und Belinda. Im Jahr 1975 starben Louise und die 16-jährige Belinda bei einem Flugzeugabsturz in der Nähe von Kathmandu. Hillary ging 1989 eine zweite Ehe mit June Mulgrew ein, der Witwe seines ehemaligen Expeditionskameraden Peter David Mulgrew, der 1979 beim Absturz des Air-New-Zealand-Fluges 901 ums Leben gekommen war, als das Flugzeug bei einem Rundflug über der Antarktis am Mount Erebus zerschellte.
Von 1984 bis 1989 war Sir Edmund Hillary Botschafter Neuseelands in Indien, Bangladesch und Nepal.
Hillary rief in den 1960er-Jahren den Himalayan Trust zur Unterstützung der nepalesischen Sherpas ins Leben. In der Folge konnten Krankenhäuser und Schulen in der nepalesischen Khumbu-Region nahe dem Everest, der Heimat der Sherpas, gebaut werden. Hillary bezeichnete diese Hilfe selbst als den wichtigsten Teil seines Lebens. Für diese Unterstützung stellte er einen großen Teil seiner Einnahmen aus seinen Veröffentlichungen und Vorträgen zur Verfügung.
Er war Ehrenpräsident der Naturschutzorganisation Mountain Wilderness.
Bereits 2007 klagte Hillary des Öfteren über gesundheitliche Probleme. Nach einer Nepalreise im Mai 2007 ließ er sich in einem Krankenhaus behandeln. Edmund Hillary starb am 11. Januar 2008 im Alter von 88 Jahren um 9:35 Uhr neuseeländischer Zeit in einem Krankenhaus in Auckland an einem Herzanfall. Die neuseeländische Ministerpräsidentin Helen Clark bezeichnete ihn nach seinem Tod als „legendären Bergsteiger, Abenteurer und Menschenfreund“ sowie als „den bekanntesten Neuseeländer, der je gelebt hat“.
Hillary erhielt ein Staatsbegräbnis, 600 Gäste nahmen an der Trauerfeier in der St. Mary’s Cathedral in Auckland teil. Der Sarg wurde in die neuseeländische Staatsflagge gehüllt und mit dem Eispickel, welchen Hillary beim Aufstieg des Mount Everest genutzt hatte, geschmückt. Nach dem Staatsakt wurde Hillarys Leichnam eingeäschert, seine Asche wurde gemäß seinem Wunsch von der Familie im Hafen von Auckland verstreut.

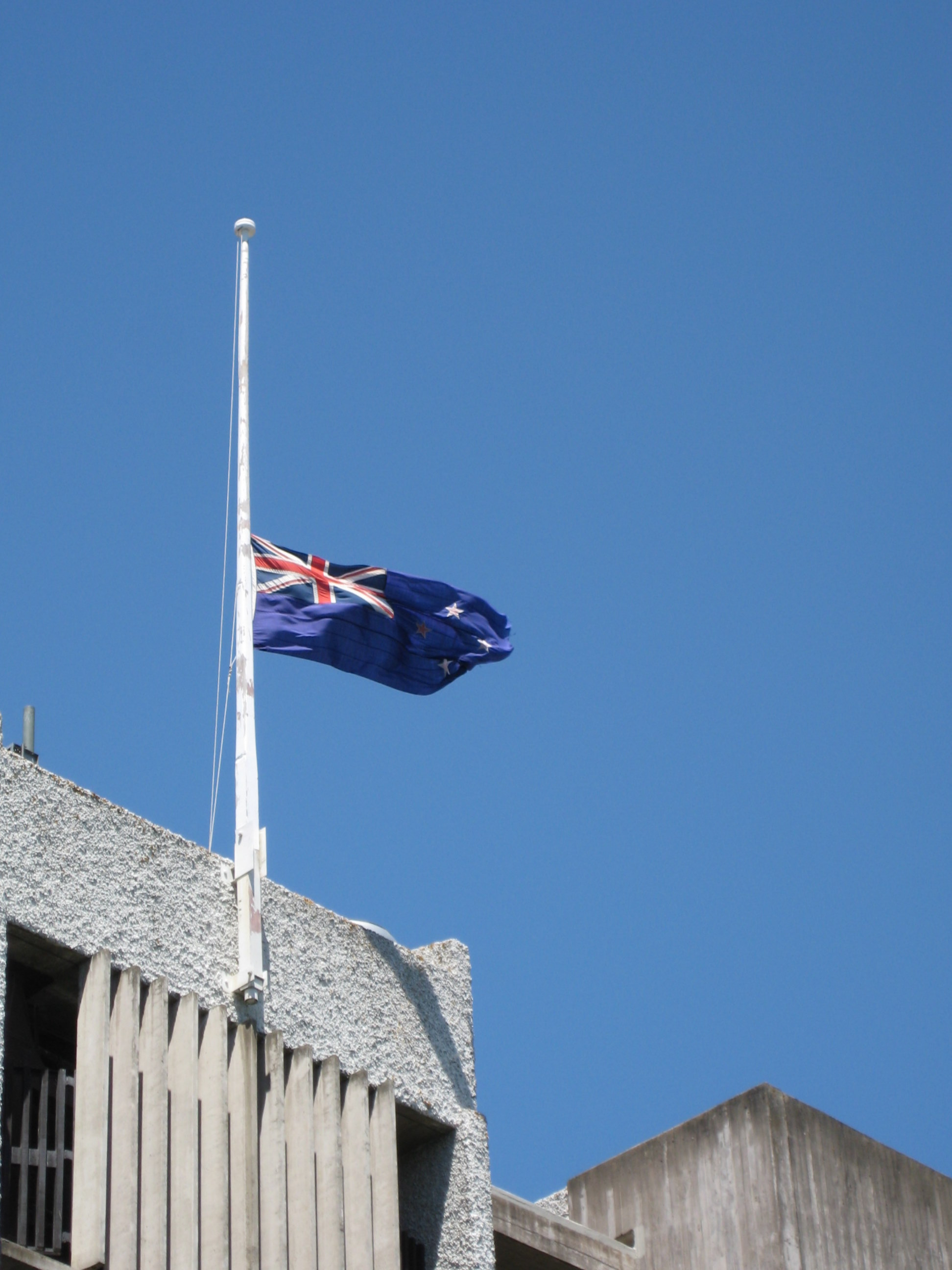
Die neuseeländische Flagge an der University of Canterbury in Christchurch hängt am Tag von Hillarys Tod auf halbmast.

## Ehrungen
- 1953 Ritterschlag durch Königin Elisabeth II.; Norgay verlieh sie die George Medal
- Mitgliedschaft im renommierten Londoner Travellers Club
- 1954 Hubbard-Medaille der Geographischen Gesellschaft der USA
- 1961 Benennung der Hillary-Küste in der Antarktis
- 1989 Ehrendoktorwürde der Victoria University of Wellington
- 1994 Benennung des Asteroiden (3130) Hillary[6]
- 1995 Aufnahme in den Hosenbandorden
- 1999 Zusammen mit Tenzing Norgay Aufnahme in die TIME 100-Liste der einflussreichsten Persönlichkeiten des 20. Jahrhunderts[7]
- 1999 Auf der neuseeländischen 5$-Banknote wird das Porträt von Edmund Hillary veröffentlicht
- 2003 Verleihung der Ehrenbürgerschaft Nepals
- 2003 wurde in Aoraki/Mount Cook die Edmund-Hillary-Statue enthüllt.
- 2008 Umbenennung des Flughafens Lukla in Tenzing-Hillary Airport

## Zitat
“You don’t have to be a fantastic hero to do certain things – to compete. You can be just an ordinary chap, sufficiently motivated to reach challenging goals.”

„Man muss kein fantastischer Held sein, um bestimmte Dinge zu erreichen – um mithalten zu können. Man kann ein normaler Kerl sein, der ausreichend motiviert ist, um herausfordernde Ziele zu meistern.“

## Veröffentlichungen
- High Adventure. Oxford University Press, 1955.
  - Ich stand auf dem Everest. Brockhaus, Wiesbaden 1956; 5. Aufl. ebd. unter dem Titel Ich stand auf dem Everest. Meine Erstbesteigung mit Scherpa Tensing. 1974, ISBN 3-7653-0185-X.
- No Latitude for Error. Hodder & Stoughton, 1961.
  - Der Wettlauf zum Südpol. Econ-Verlag, Düsseldorf/Wien 1961.
- mit Desmond Doig: High in the thin cold air. Doubleday, 1962.
  - Schneemenschen und Gipfelstürmer. Die Hillary-Himalaja-Expedition 1960/1961. Brockhaus, Wiesbaden 1963.
- Nothing venture, nothing win. Hodder & Stoughton, London 1975.
  - Wer wagt, gewinnt. Eine Autobiographie. Lübbe, Bergisch Gladbach 1976, ISBN 3-7857-0179-9.
- From the Ocean to the Sky. Jet Boating Up the Ganges. Ulverscroft, Leicester 1980, ISBN 0-7089-0587-0.
- Ecology 2000. Kampmann & Co, 1984.
  - Zeitbombe Umwelt. Haben wir noch eine Chance? Heyne, München 1986, ISBN 3-453-02449-4.
- View From the Summit. Doubleday, London 1999, ISBN 0-385-60020-8.
  - Die Abenteuer meines Lebens. Der Himalaja und andere Herausforderungen. Ullstein, München 2001, ISBN 3-550-07152-3; Ullstein-Taschenbuchverlag, München 2002, ISBN 3-548-36366-0.